# Česnek kulatohlavý
Česnek kulatohlavý (Allium sphaerocephalon) je druh jednoděložné rostliny z čeledi amarylkovité.

## Popis
Jedná se o vytrvalou cca 30–80 cm vysokou rostlinu s podzemní cibulí, cibule je vejcovitá, asi 1–2 cm v průměru, kolem ní jsou často dceřiné bělavé až žlutavé cibulky, obalné šupiny se někdy rozpadají v souběžná vlákna,. Lodyha asi v dolní čtvrtině až polovině zahalena pochvami listů, rostlina je víceméně nasivělá. Listy jsou přisedlé, čepele jsou čárkovité, poloválcovité, žlábkovité, duté. Květy jsou uspořádány do květenství, jedná se o lichookolík (stažený šroubel), který je kulovitý a má asi 3–6 cm v průměru. Pacibulky v květenství chybí. Květenství je podepřeno dvoudílným toulcem, který je kratší než květenství, protažená špička je krátká, nejvýš 0,5 cm. Květy jsou na nestejných stopách, vnější na cca 0,5 cm dlouhých, vnitřní až na 3 cm dlouhých. Okvětní lístky jsou cca 3,5–6 mm dlouhé a asi 2 mm široké, červenofialové. Tyčinky jsou o něco delší než okvětí, vnitřní nitky jsou rozšířené se 2 zoubky, které jsou asi stejně dlouhé jako střední díl nesoucí prašník. Plodem je tobolka,.

## Rozšíření ve světě
Jedná se o druh s převážně evropským rozšířením, vyskytuje se v teplejších částech Evropy včetně Velké Británie, chybí ve Skandinávii, jeho výskyt přesahuje do západní Asie a severní Afriky.

## Rozšíření v Česku
V ČR roste celkem roztroušeně až vzácně v teplejších oblastech severních a středních Čech a jižní až střední Moravy od nížin po pahorkatiny. Roste na skalních stepích a výslunných křovinatých stráních. Jedná se o silně ohrožený druh flóry ČR, kategorie C2.